# Тапенада
Тапенада (фр. tapenade), іноді тапенад — густий соус (паста) прованської кухні (особливо Ніцци) з оливок, анчоусів і «тапен» (каперсів прованською мовою), що дав ім'я цьому рецепту. Пасту подають, намазавши на тости, до аперитиву, на скибці хліба або як соус до нарізаних свіжих овочів. Тапенадою також фарширують птицю.

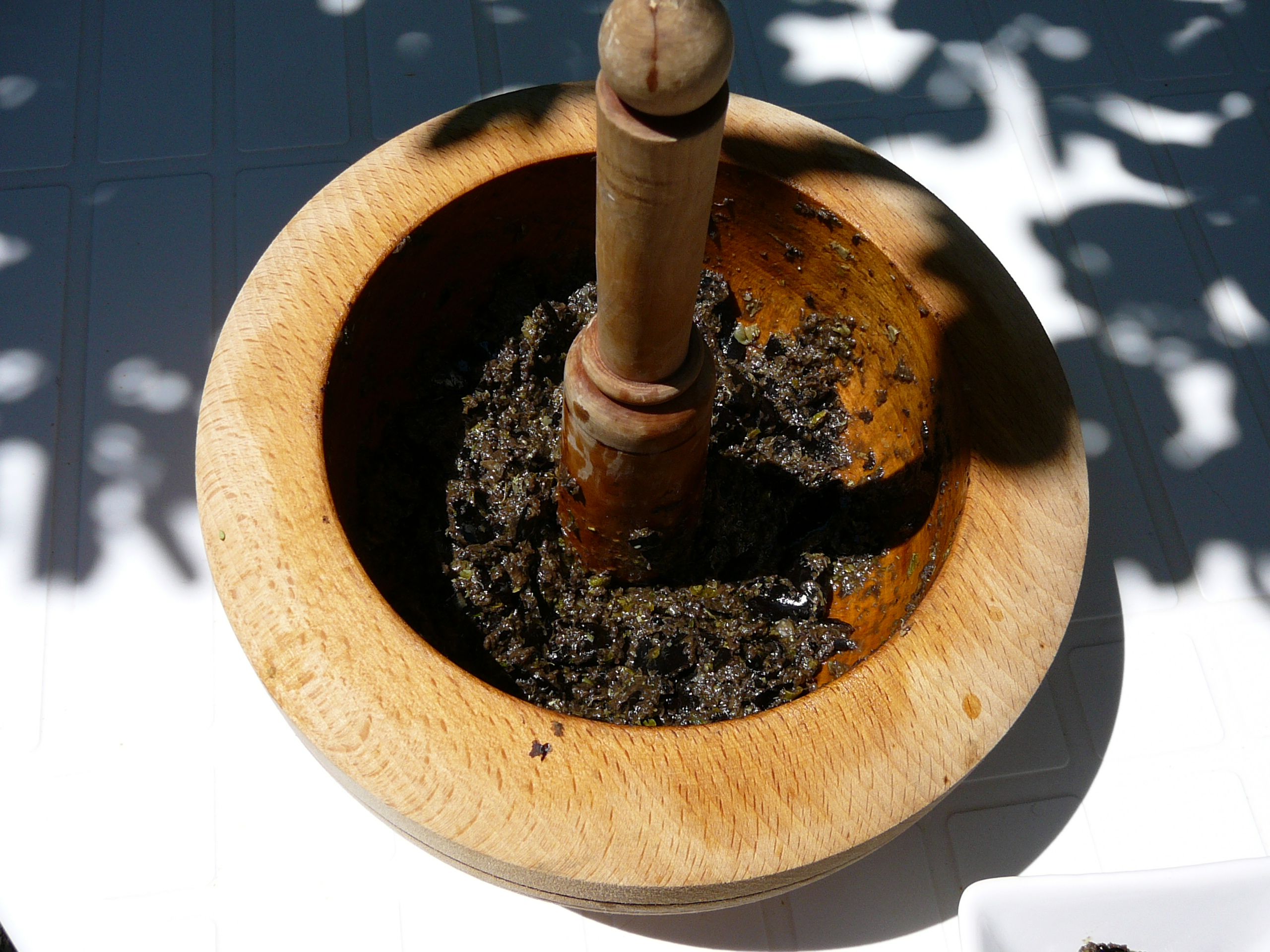
Свіжоприготовлена, подрібнена в ступці тапенада
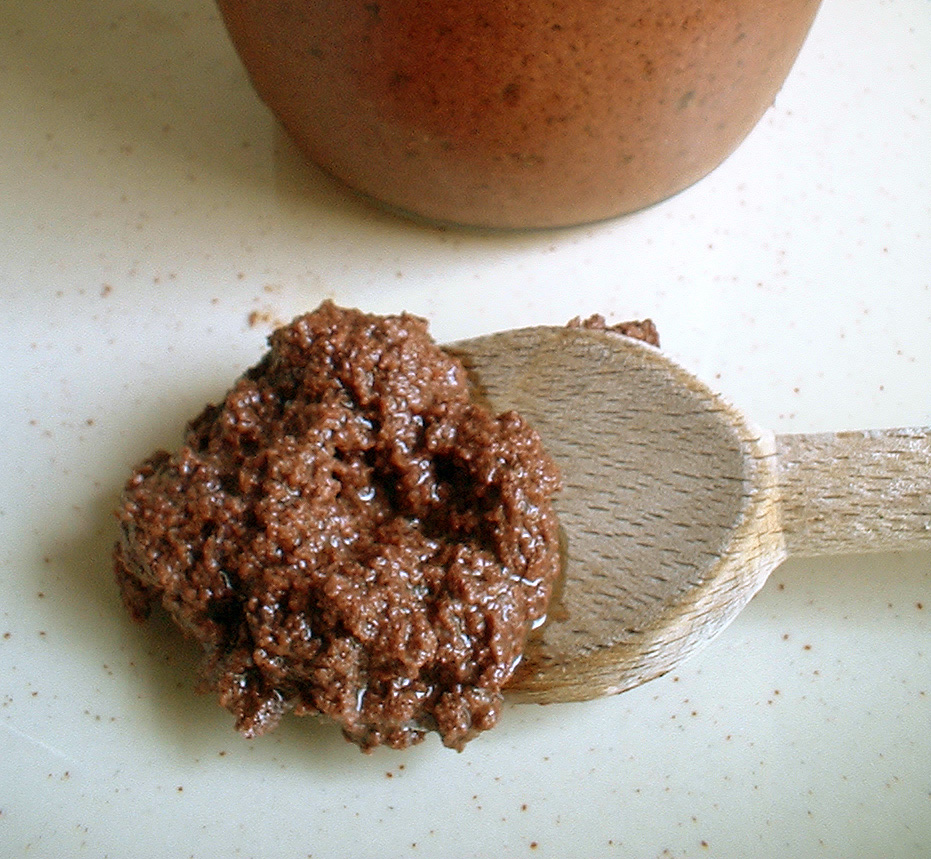
Тапенада на ложці
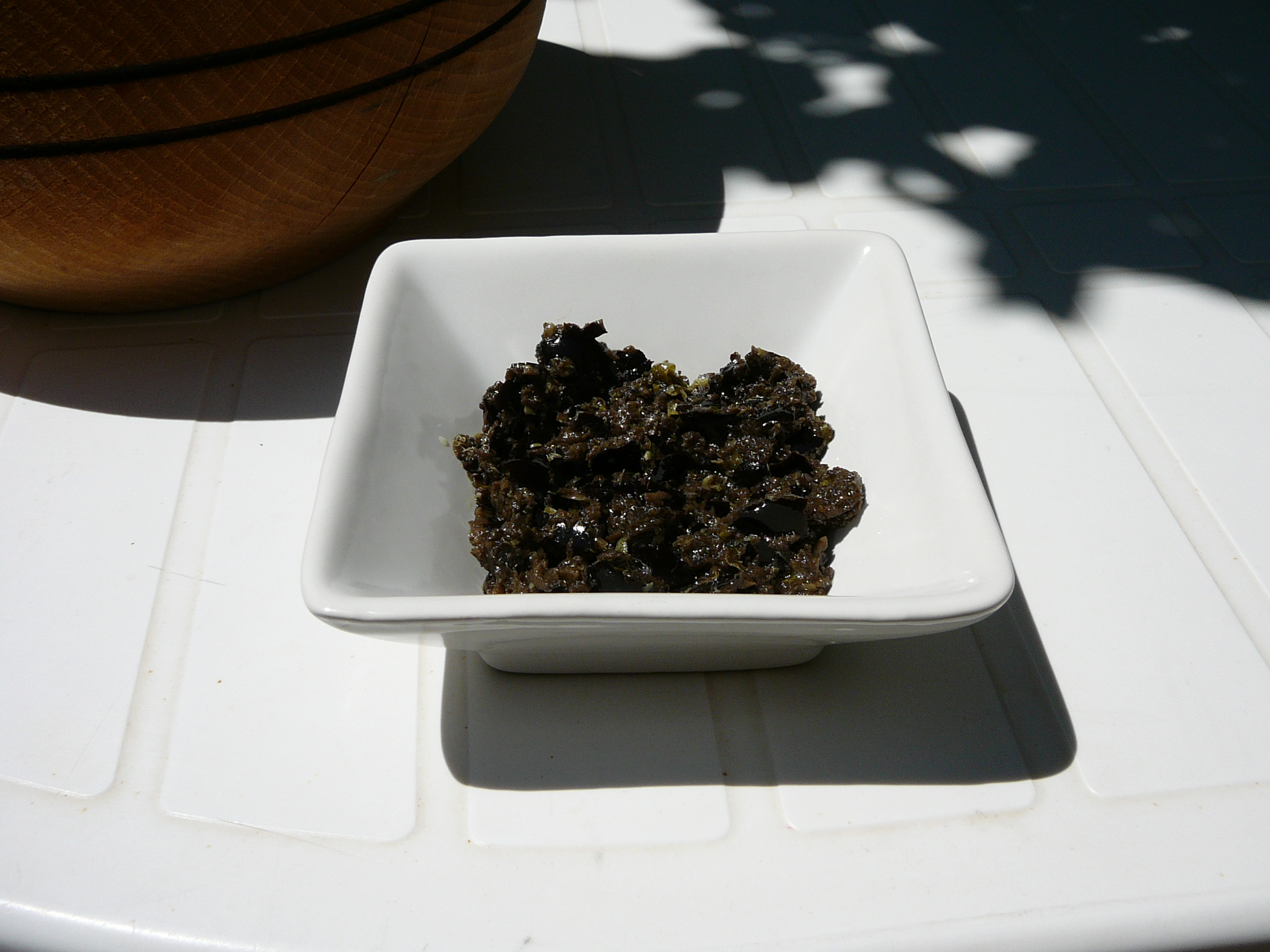
Тапенада, подана в невеликій салатниці